# Jules Arthur Vierendeel
Jules Arthur Vierendeel (Lovaina, 10 de abril de 1852 - Uccle, 8 de noviembre de 1940) fue un ingeniero civil belga. Es conocido por haber ideado y patentado una viga reticulada sin diagonales que lleva su nombre. Fue director del  servicio técnico de la ciudad flamenca del Este. Desde 1885, fue profesor en la Universidad de Lovaina. Publicó un libro titulado Breves reseñas de historia de la técnica y Cálculo de estructuras metálicas.

## Biografía
Vierendeel nació con el apellido Meunier en la ciudad belga de Lovaina el 10 de abril de 1852. Cuando su madre Joséphine Meunier se volvió a casar cinco años después con Pierre Vierendeel, ella y el pequeño Arthur tomaron su apellido.[cita requerida] Pasó gran parte de su infancia y juventud en la ciudad de Geraardsbergen.[cita requerida]
Arthur Vierendeel obtuvo en 1874 una maestría en ingeniería en la Universidad Católica de Lovaina, tras lo cual trabajó como ingeniero para la empresa Nicaise et Delcuve en La Louvière (Bélgica). En 1885 fue nombrado director para el Ministerio de Obras Públicas de Flandes Occidental, y cuatro años después obtuvo el puesto de profesor de Construcción, Fuerza de Materiales e Ingeniería Estructural en la Universidad Católica de Lovaina.
En 1895 se le ocurrió la idea de construir un puente sin cerchas; el diseño posteriormente se daría a conocer como puente Vierendeel. Con motivo de la Exposición Universal de Bruselas de 1897, construyó un puente de 31,5 m de longitud por su cuenta y lo cargó para mostrar la correlación entre las medidas y su análisis numérico.
Su Cours de stabilité des constructions (1889) fue una obra de referencia durante más de medio siglo. Su primer puente, el Puente de Waterhoek, fue construido en Avelgem en 1902 sobre el río Escaut. La construcción de este puente consiguió notoriedad gracias a la novela de Stijn Streuvels De Teleurgang van den Waterhoek.[cita requerida]
En 1927 Vierendeel se retiró de su vida profesional, falleciendo 13 años después. 